# Brâncovenești
Brâncovenești (węg. Marosvécs) – wieś w Rumunii, w okręgu Marusza, w gminie Brâncovenești. W 2011 roku liczyła 1595 mieszkańców.